# Корчин (Свентокшиське воєводство)
Корчин (пол. Korczyn) — село в Польщі, у гміні Стравчин Келецького повіту Свентокшиського воєводства.
Населення — 939 осіб (2011).
У 1975-1998 роках село належало до Келецького воєводства.

## Демографія
Демографічна структура на день 31 березня 2011 року:
|          | Загалом | Допрацездатний вік | Працездатний вік | Постпрацездатний вік |
| -------- | ------- | ------------------ | ---------------- | -------------------- |
| Чоловіки | 449     | 108                | 308              | 33                   |
| Жінки    | 490     | 139                | 278              | 73                   |
| Разом    | 939     | 247                | 586              | 106                  |